# 杉谷ガメ塚古墳

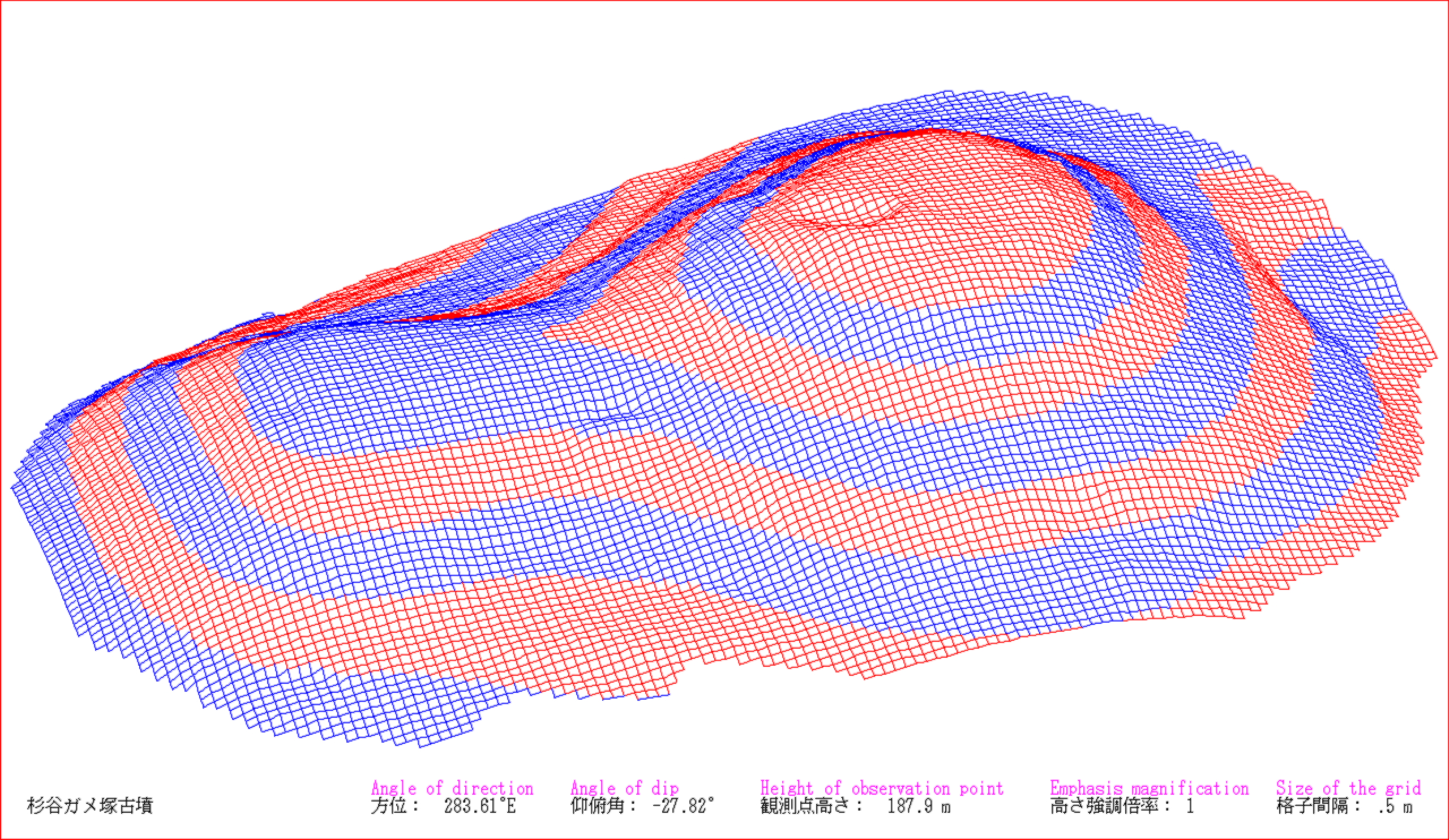
3DCGで描画した杉谷ガメ塚古墳

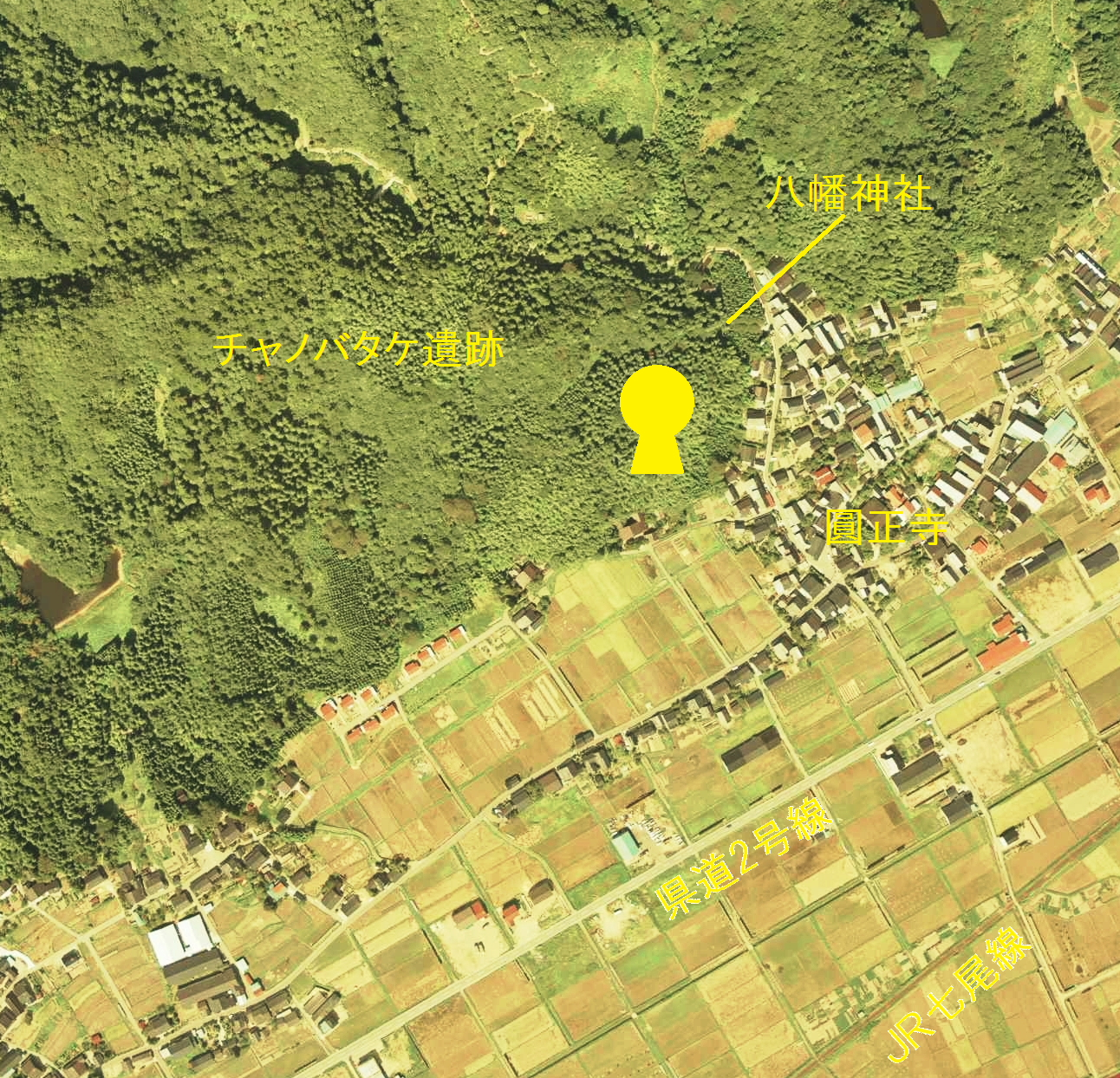
杉谷ガメ塚古墳位置図
1975年。

杉谷ガメ塚古墳（すぎたにがめづかこふん）は、石川県鹿島郡中能登町（旧鹿西町）金丸杉谷地区にある前方後円墳。

## 周辺の環境
本墳は能登中央部を北東－南西方向に走る眉丈山の南麓尾根端部に立地する。本墳の南方には、同じく能登中央部を北東－南西方向に走り、邑知潟を抱く邑知潟地溝帯が広がる。
本墳の周辺には本墳も含まれる杉谷A古墳群のほか、近年になり発見された杉谷B・C古墳群、弥生時代の高地性集落を検出した杉谷チャノバタケ遺跡がある。さらに本墳の北東、眉丈山稜線上に前方後方墳・前方後円墳を中心とする雨の宮古墳群があり、同じく眉丈山上にはやテンジクダイラ古墳群、天神古墳群、薬師山・丸山古墳群、能登部姫塚古墳群、などがある。

## 調査の経緯と現状

### 調査の経緯
本墳が古墳と認識された形で文献上に初見するのは、1959年（昭和34年）に著された『金丸村史』の杉谷古墳の項である。長軸19メートル、短軸14メートルの楕円形、高さ6メートルの円墳と報告されている。
1974年（昭和49年）に石川考古学研究会会員の踏査により前方後円墳であることが確認された。
1978年（昭和53年）に刊行された『雨の宮古墳群の調査』誌上に、当時杉谷ガメ塚古墳しか知られていなかったが、杉谷古墳群の存在が提唱された。理由は、付近の圓正寺に古墳出土のものと思われる須恵器提瓶が保管されており、ガメ塚以外の古墳が存在する可能性が高いとの考えによる。
また同じく『雨の宮古墳群の調査』誌上に、本墳の規模を、全長63メートル、後円部径36メートル、後円部高さ7.5メートル、前方部前端幅34メートル、前方部5.5メートルとする略測値が記されている。
1986年（昭和61年）～1988年（昭和63年）、石川県立埋蔵文化財センターにより本墳以外の杉谷A古墳群が確認される。
1991年（平成3年）に石川考古学研究会内の有志により編成された、古墳文化を学ぶ会により1/100縮尺の測量が実施された。

### 現状
本墳は杉谷八幡神社横に張り出している丘陵端部に立地する。墳丘の立地するところは比較的大きな木は少なく、竹やぶに覆われている。墳丘は後円部平坦面に盗掘坑と見られる掘り込みがあるほかは全体的に遺存状態が良好。現状ではくびれ部から後円部西側にかけてかなり直線的になっていて、後世の植林の手も入っており、この直線的な部分が築造当時からの整形かはっきりしない、とする。現状、左記の竹やぶのため、墳丘全体の写真撮影は困難である。

## 墳形と規模

### 概要
上記の1991年の測量調査により、全長60メートル、後円部径37メートル（東西）、前方部長23.5メートル、前方部前端幅29メートル、くびれ部幅19メートル、後円部高さ8メートル、前方部高さ4メートルを測る。
これらは現況の墳丘形状からの値であり、葺石範囲から計測したものではない。
自然の地形を巧みに利用して築造されており、後円部の裾は谷地形を、前方部前面は丘陵端部の斜面をそれぞれ利用している。『雨の宮古墳群の調査』誌上では段築はないとされており、1991年の測量調査後の古墳文化を学ぶ会のメンバー中にも段築がないとする者もいる。一方で、後円部で墳丘傾斜角の違いが見られ（墳頂部から3メートル下がったところ）、その傾斜変換点にテラスの存在を考え、変則的な2段築成を予想できるとする者もいる。

## 埋葬施設・遺物
斜面に葺石と思われる拳より少し大きめの礫が散在する。埴輪は確認されていない。埋葬施設・副葬品は発掘調査が実施されておらず不明。

## 築造時期

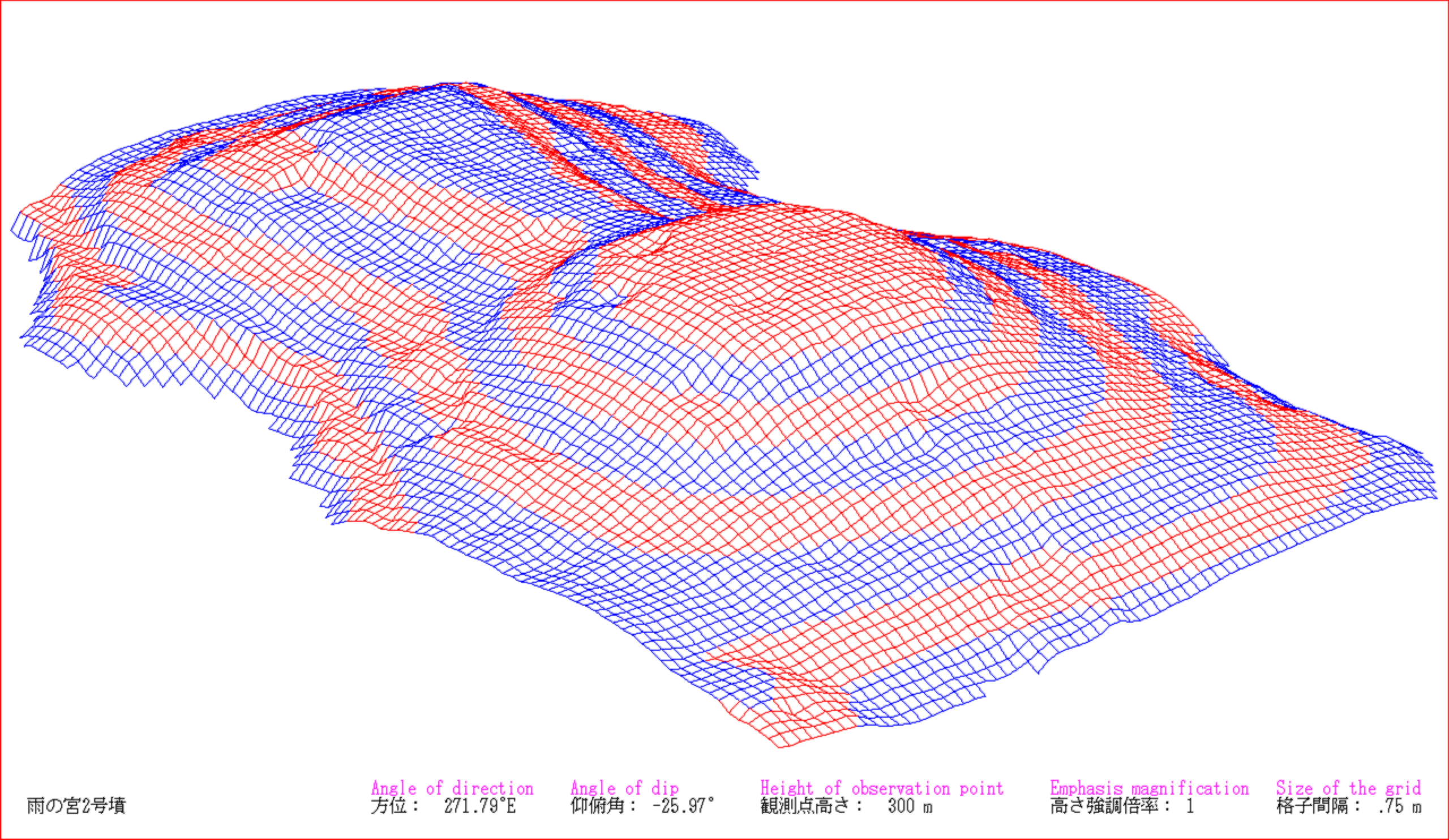
雨の宮2号墳

積極的に本墳の時期を示す資料はない。現在、雨の宮2号墳をもって邑知潟地溝帯の畿内的な前方後円墳が出現するという共通認識が出来上がっており、雨の宮2号墳の年代を本墳の時期の上限にとらえることができる。葺石を全面に持つことや形のよい前方後円形を呈することから6世紀代築造の可能性は少ない。そうすると5世紀代築造の古墳と推定できる、とする。一方で、杉谷地内出土の提瓶がMT15の時期と考えられるが、杉谷出土というだけで本墳に伴う確証はない、とする。

## 特徴と意義
現状で知られる能登最大の前方後円墳である羽咋郡志賀町徳田燈明山古墳との間に、(1)前方部が平坦、(2)2段築成だがテラス面が前方部平坦面につながる、(3)前方部が腰高、という点で類似点がある、この形状は近隣する雨の宮１・２号墳と異なり基本的な前方後円墳としての設計図が違う可能性がある、とする。
本墳は眉丈山系の古墳の一群に属す。一方地溝帯の対岸の石動山系や羽咋にも多くの古墳が存在し、これらは川西編年3期以降埴輪を出土するが、眉丈山系の古墳からは埴輪の出土は知られていない。その欠落が時期的なものか地域性によるものなのか、これからの問題となろう、とする。

## ギャラリー

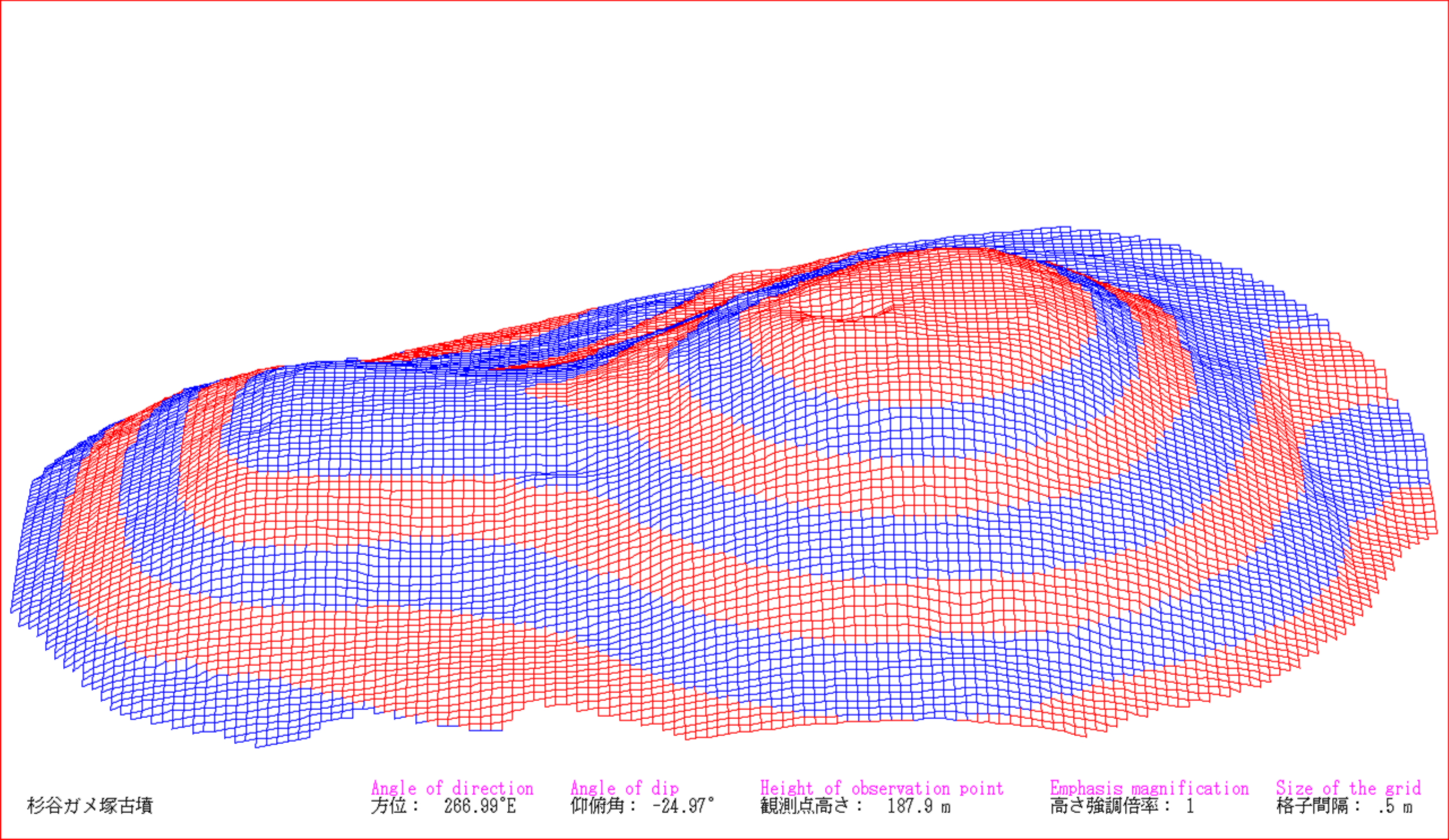
3DCGで描画。東側から見る
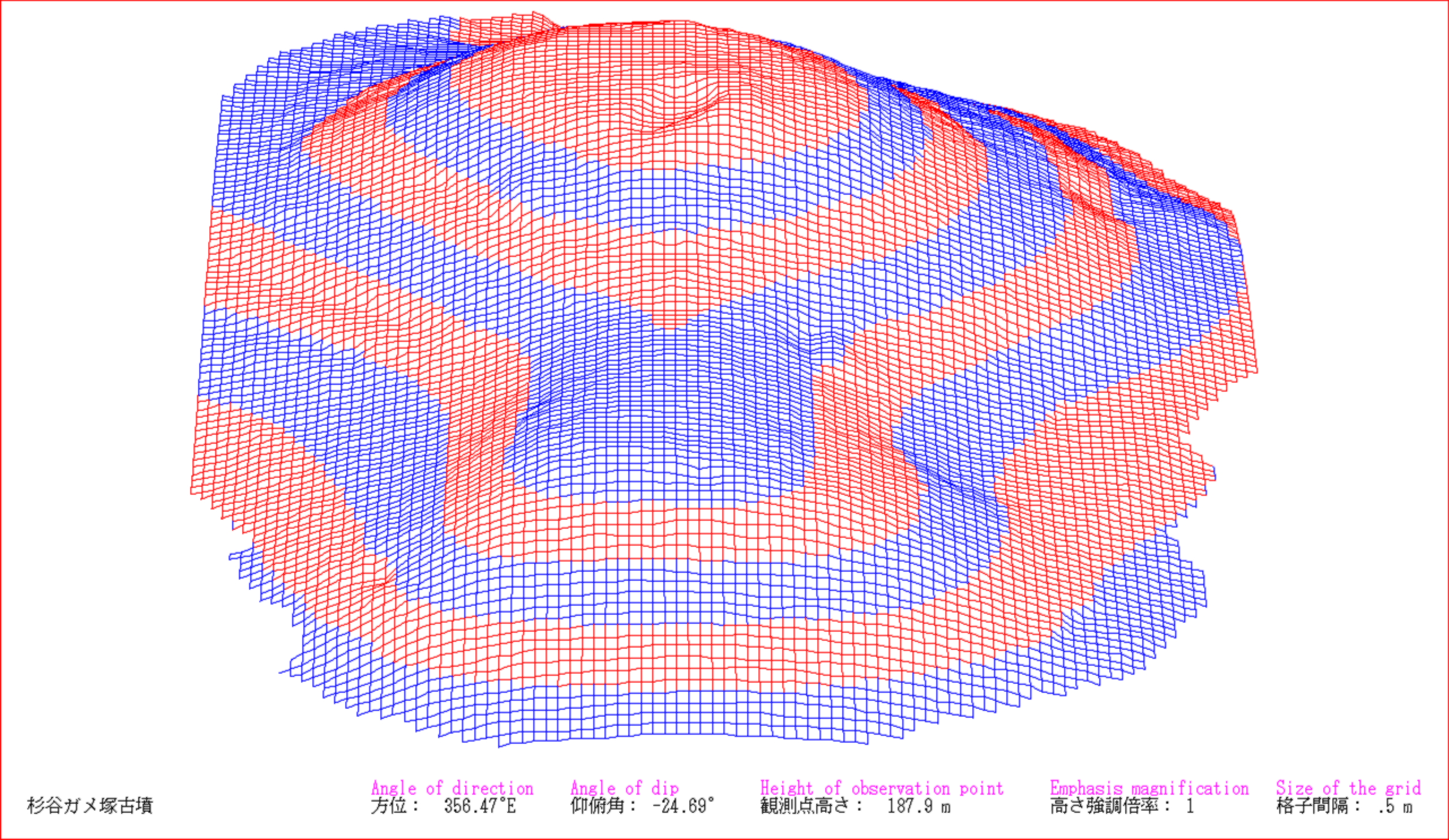
3DCGで描画。前方部正面から見る
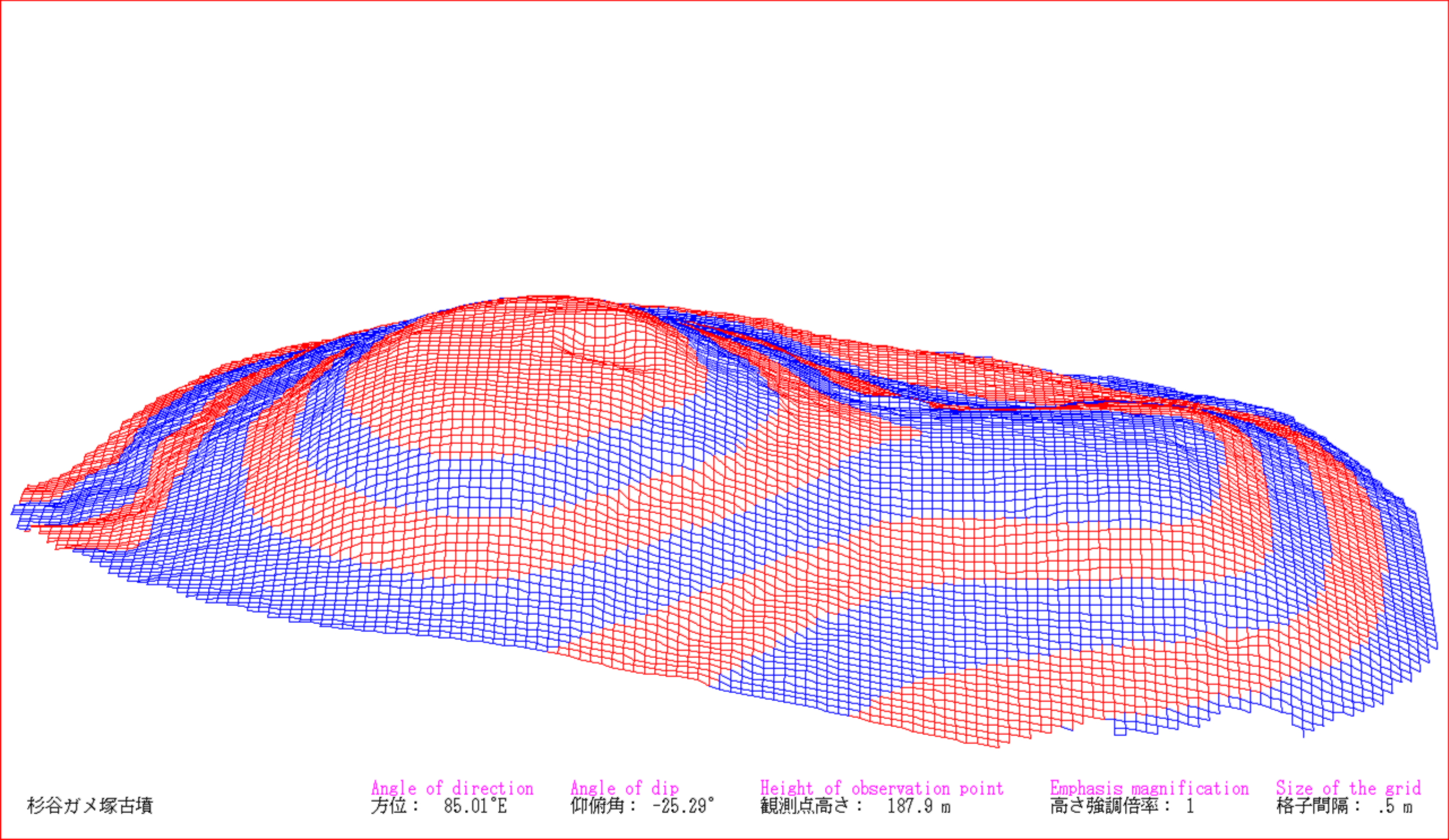
3DCGで描画。西側から見る
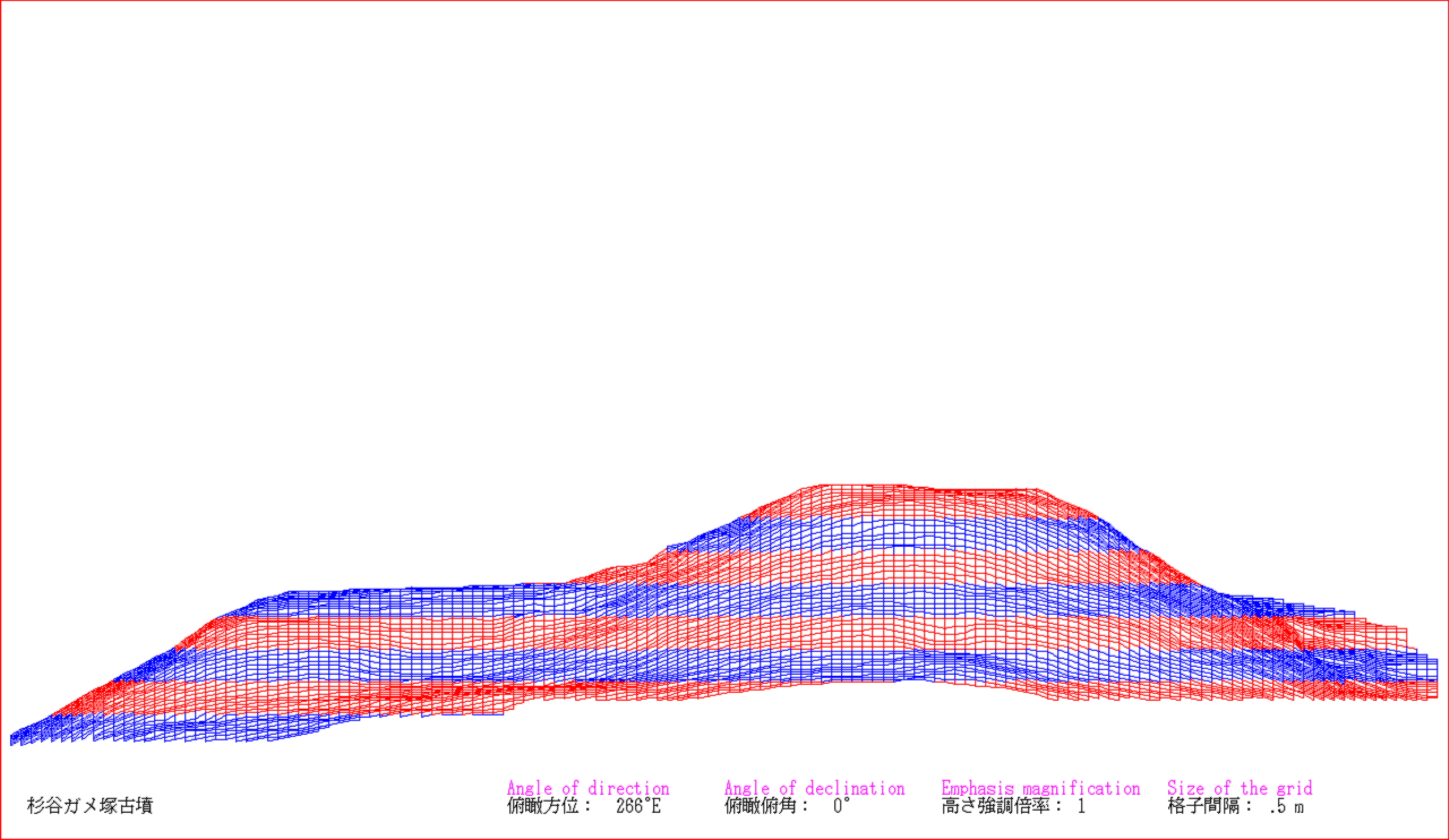
3DCGで描画。真横から見る
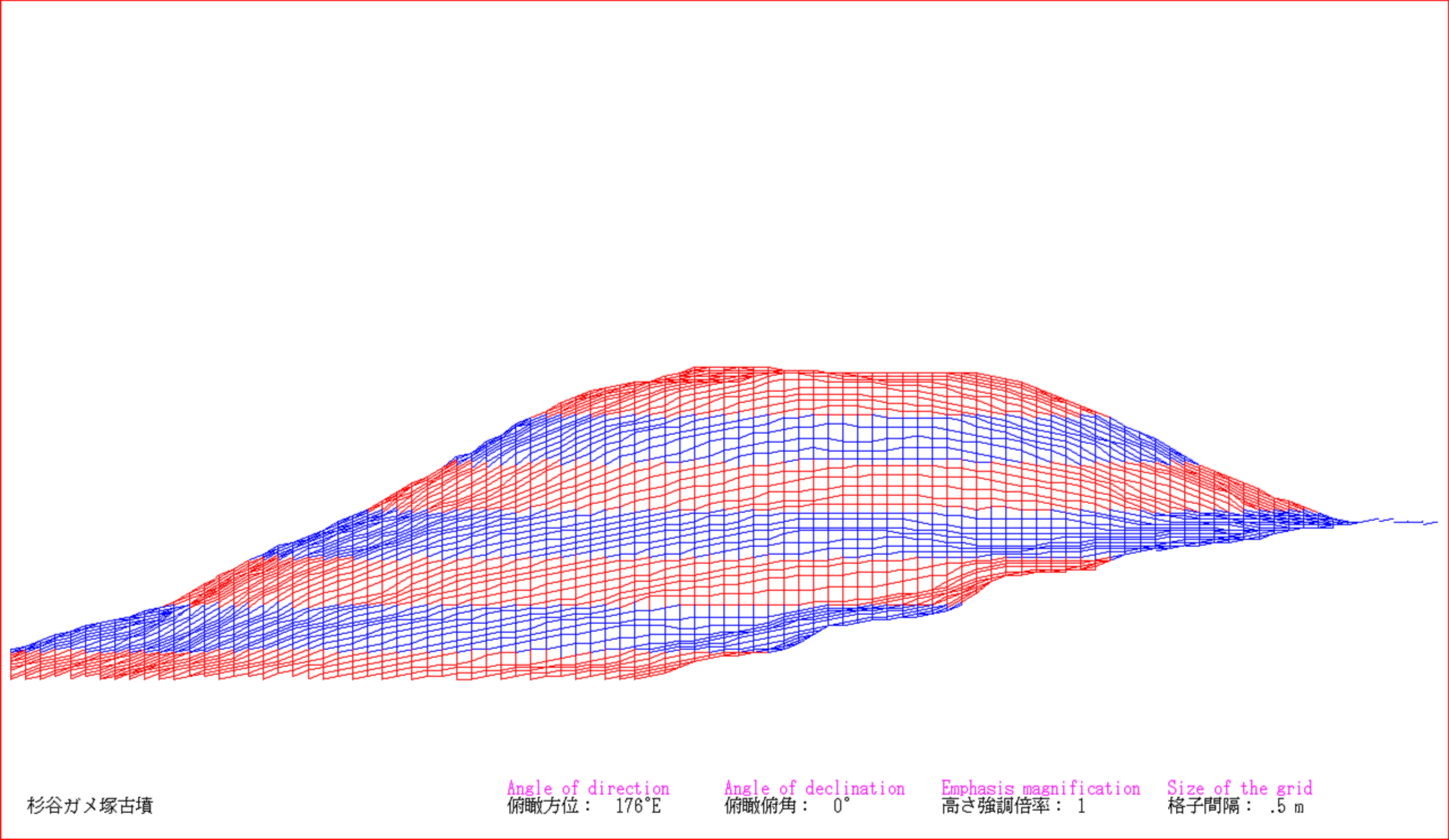
3DCGで描画。後円部から見る

## 交通アクセス
- JR西日本七尾線 金丸駅 徒歩30分
- のと里山海道柳田インターチェンジより車で15分